# Parametryzacja Kučery-Youla
Parametryzacja Kučery-Youla (lub Q-parametryzacja) – w teorii sterowania jest to wzór, który w układach ze sprzężeniem zwrotnym, opisuje dla danego obiektu {\displaystyle P,} wszystkie możliwe regulatory stabilizujące jako funkcję pojedynczego parametru {\displaystyle Q.}
Niech {\displaystyle P(s)} będzie transmitancją obiektu, a {\displaystyle K_{0}(s)} transmitancją regulatora stabilizującego. Niech ich rozkład na czynniki względnie pierwsze przedstawia się następująco:
{\displaystyle P=NM^{-1},}
{\displaystyle K_{0}=UV^{-1},}
wówczas wszystkie regulatory stabilizujące można zapisać jako
{\displaystyle K=(U+MQ)(V+NQ)^{-1},}
gdzie {\displaystyle Q} jest stabilna i właściwa.
Z punktu widzenia inżynierskiego duże znaczenie wzoru Kučery-Youla wynika z tego, że gdy istnieje potrzeba znalezienia regulatora stabilizującego, który spełnia pewne dodatkowe kryteria, to wystarczy odpowiednio dostosować {\displaystyle Q,} tak by spełnić pożądane kryteria.